# Convalidación

## Definición
Es la rectificación y/o regularización operada en un contrato nulo, que este deviene válido y eficaz (contrato convalidado). Tal sucede cuando el transmitente de una cosa no es dueño o carece de poder de disposición sobre ella al perfeccionar el contrato, y más tarde adquiere el dominio. El efecto principal de la convalidación es la desaparición de la impugnabilidad del contrato. En un sentido más restringido, se habla de convalidación cuando la eficacia del contrato depende de que éste se formalice documentalmente según prevea la ley.
Hacer válido lo que no lo era. La convalidación constituye un acto jurídico por el cual se torna eficaz otro que estaba viciado de nulidad relativa. Ahora bien, si el acto que se intenta convalidar es nulo, de nulidad absoluta, también lo será la convalidación; de tal manera que solo cabe realizarla en aquellos actos cuya nulidad sea subsanable. 

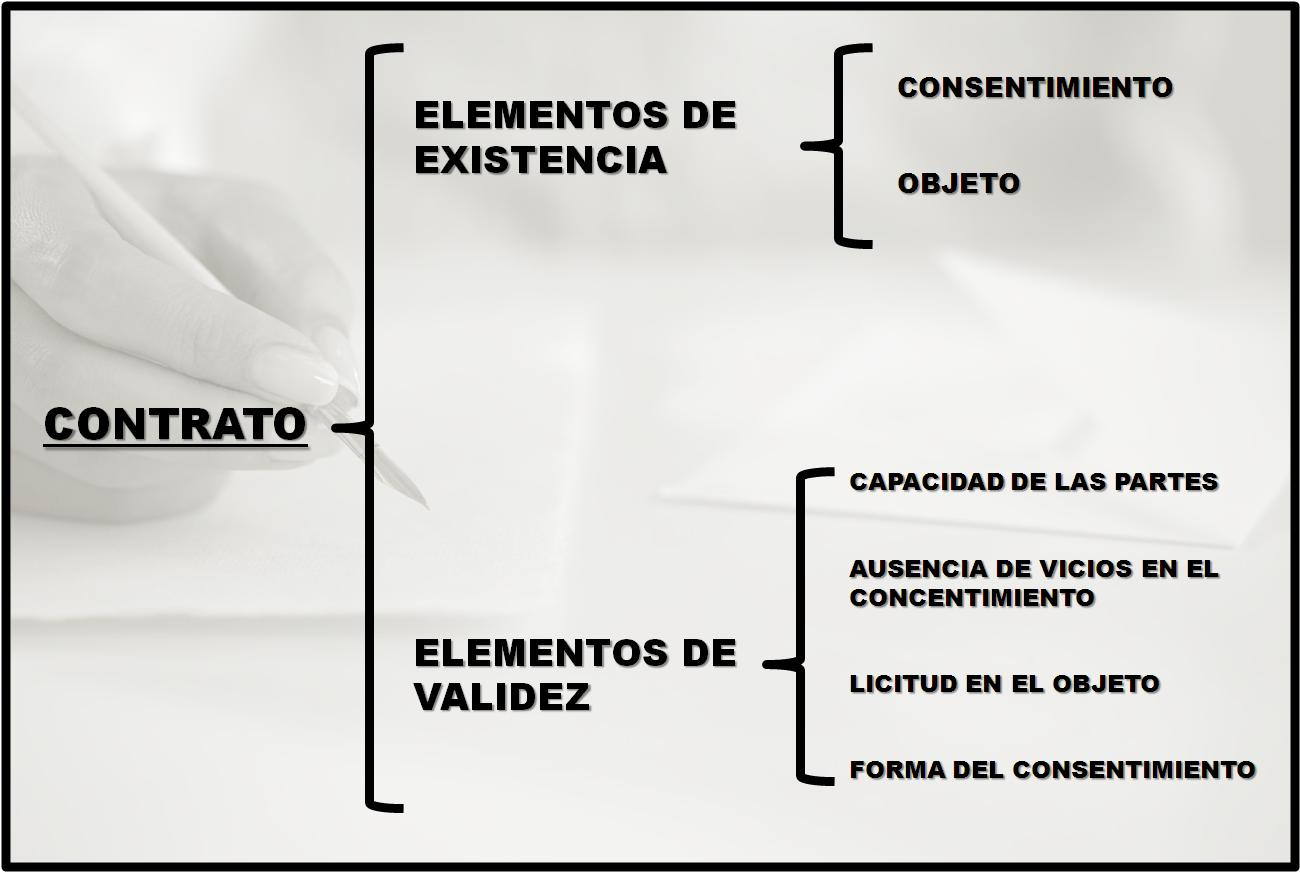
Elementos de validez a un contrato

## Nulidad
En el Derecho, una situación genérica de invalidez del acto jurídico, que provoca que una norma, acto jurídico, acto administrativo o acto judicial deje de desplegar sus efectos jurídicos, retrotrayéndose al momento de su celebración. Para que una norma o acto sean nulos se requiere de una declaración de nulidad, expresa o tácita y que el vicio que lo afecta sea coexistente a la celebración del mismo.
Tiene por fundamento, proteger intereses que resultan vulnerados por no cumplirse las prescripciones legales al celebrarse un acto jurídico o dictarse una norma; Acto administrativo o judicial.
Nulidad Relativa: la nulidad relativa es aquella que puede ser saneada por la voluntad de las partes. La nulidad relativa, es la que se produce por cualquier otra especie de vicio y da derecho a la rescisión del acto o contrato. La nulidad relativa es convalidable, porque ésta se dicta para proteger a un sujeto determinado y, si dicho sujeto no ejerce su acción de nulidad el acto queda convalidado.
La nulidad de un acto puede producirse por muchos motivos, entre los cuales podemos mencionar:
- Ausencia de consentimiento real en un acto jurídico que lo requiera.
- Incumplimiento de requisitos formales en un acto jurídico que lo requiera.
- Ausencia de causa que da origen al acto jurídico. Simulación del acto sin verdadero ánimo de realizarlo (ius jocandi).
- Ausencia de la capacidad de las personas que realizan el acto: menores de edad o incapaces.
- Objeto ilícito, es decir, está prohibido por ley.

Hay que tener en cuenta que la nulidad es la sanción más grave que se puede imponer a un acto jurídico. Por lo tanto los órganos jurisdiccionales son muy estrictos a la hora de interpretar estas causas.

## Convalidación de Nulidad Relativa
Es el proceso mediante el cual se le da validez a un contrato afectado por vicios de consentimiento o por incapacidad legal de las partes.
Produce el efectum iuris convalidatorio, con lo que podría definirse (atendiendo a varios aspectos de su regulación legal) como “la declaración de voluntad unilateral realizada por la parte legitimada para hacerlo, concurriendo los requisitos exigidos por la ley, y en virtud de la cual un negocio afectado de vicios que lo invalidan se convierte en válido y eficaz como si jamás hubiera estado afectado por vicio alguno”.

## Causas por las cuales un contrato se puede invalidar
- Incapacidad legal de las partes o una de ellas.
- Por vicios del consentimiento.
- Porque su objeto, motivo o fin sea ilícito.
- Porque el consentimiento no se haya manifestado en la forma que la ley establece.

## Ejemplos
Nulidad absoluta:
- Un contrato de compra-venta no firmado por las partes.
- Una persona que contrae dos veces matrimonio sin haber disuelto el primero de ellos.

Nulidad relativa
- Dos personas que celebran un contrato de arrendamiento sin tener la mayoría de edad.
- Una persona que sea obligada a celebrar un contrato de donación, por haber mediado violencia física o moral.

Convalidación
- A vendió una cosa ajena el día 9 de marzo del 2015 a B, y el 10 de octubre del mismo año A la adquiere del verdadero dueño con el fin de transferirle el dominio al comprador B. Se convalida el negocio.